# Sphere (budynek)
Sphere – arena muzyczno-rozrywkowa w Paradise w stanie Nevada w Stanach Zjednoczonych, na wschód od Las Vegas Strip.

## Historia
Wykonany przez firmę Populous projekt kuli multimedialnej został zapowiedziany przez Madison Square Garden Company w 2018 roku, znane wówczas jako MSG Sphere. Audytorium na 18 600 miejsc jest reklamowane jako dysponujące wyjątkowymi możliwościami transmisji wideo i audio, które obejmują panoramiczny wewnętrzny ekran LED o rozdzielczości 16K, głośniki z technologiami kształtowania wiązki i syntezy pola falowego oraz efekty fizyczne 4D. Na zewnątrz obiektu także znajdują się wyświetlacze LED o powierzchni 54 000 m². Kula ma 112 m wysokości i 157 m średnicy.
Budowę obiektu rozpoczęto w 2019 roku, a otwarcie zaplanowano pierwotnie na 2021 roku. Prace zostały wstrzymane na kilka miesięcy w 2020 roku z powodu zakłóceń w dostawach materiałów budowlanych wywołanych pandemią COVID-19. The Sphere zostało otwarte 29 września 2023 roku koncertem irlandzkiego zespołu rockowego U2, który otworzył ich rezydencję koncertową 36 występów pod nazwą U2:UV Achtung Baby Live at Sphere.
W dniach 28-29 czerwca 2024 w obiekcie odbyła się National Hockey League Entry Draft w edycji 2024.